# Ma'adim Vallis
Ma'adim Vallis est une gorge située sur la planète Mars, dans le quadrangle d'Aeolis par 21,6° S et 177,3° E.

## Géographie et géologie
Longue d'environ 825 km, cette gorge atteint localement une profondeur de près de 2 000 m pour une largeur d'une vingtaine de kilomètres, ce qui en fait une formation plus importante que le Grand Canyon du Colorado.
Ma'adim Vallis prend sa source au cœur de Terra Cimmeria, l'une des régions les plus anciennes de Mars, dans une dépression peu marquée mais étendue et supposée avoir abrité un vaste lac noachien, le lac Eridania. Elle débouche dans le cratère Goussev, qui aurait par conséquent pu abriter un autre lac, plus petit. Les traces de ce lac n'ont cependant pas pu être clairement établies par les analyses effectuées in situ à l'aide du rover Spirit, qui a néanmoins trouvé des minéraux hydratés tels que la goethite.
La gorge a probablement une origine tectonique (elle semble suivre le tracé de plusieurs failles), mais elle a été remaniée par des écoulements fluviatiles aboutissant au cratère Goussev. Le long de son parcours on trouve des terrasses toutes à la même altitude, sans doute les témoins d'un ancien niveau de l'eau, remplacé ultérieurement par un autre plus bas.